# Calastacus inflatus
Calastacus inflatus is een tienpotigensoort uit de familie van de Axiidae. De wetenschappelijke naam van de soort is voor het eerst geldig gepubliceerd in 2009 door Komai, Lin & Chan.